# Jean Cariou
Jean Cariou, també anomenat Jacques Cariou, (Peumerit, Bretanya, 23 de setembre de 1870 - Boulogne-Billancourt, Illa de França, 7 d'octubre de 1951) va ser un genet francès que va competir a començaments del segle xx.
El 1912 va prendre part en els Jocs Olímpics d'Estocolm, on va disputar les cinc proves del programa d'hípica que es van disputar. Va guanyar la medalla d'or en la prova de salts d'obstacles individual i la de plata en la de salts d'obstacles per equips, amb el cavall Mignon. En el concurs complet individual guanyà la medalla de bronze amb el cavall Cocotte, mentre en el concurs complet per equips fou quart i catorzè en doma clàssica.